# Маккей, Кеннет Худ
Кеннет Худ «Бадди» Маккей (англ. Kenneth Hood "Buddy" MacKay, Jr.; 22 марта 1933, Окала, штат Флорида — 31 декабря 2024) — американский политический деятель, член Демократической партии, занимал пост 42-го губернатора штата Флорида в течение непродолжительного времени с 12 декабря 1998 по 5 января 1999 года.

## Биография
Маккей родился в Окале, Флорида, в семье Джулии Элизабет (Фарнум) и Кеннета Гуда Маккея.
После смерти губернатора Лотона Чайлза, в кабинете которого занимал пост вице-губернатора, стал губернатором. Незадолго до этого Маккей баллотировался на губернаторский пост (истекал второй срок полномочий Чайлза), однако уступил республиканцу Джебу Бушу, которому и передал полномочия после трёх недель пребывания в должности. Затем полностью отошел от политической деятельности.